# کاظم‌آباد (دشتاب)
کاظم‌آباد یک روستا در ایران است که در دهستان دشتاب شهرستان بافت در استان کرمان واقع شده‌است.

## جمعیت
این روستا در بخش مرکزی شهرستان بافت قرار دارد و براساس سرشماری مرکز آمار ایران در سال ۱۳۸۵، جمعیت آن ۲۵ نفر (۵ خانوار) بوده‌است.